# Montfaucon-d'Argonne
Montfaucon-d'Argonne és un municipi francès situat al departament del Mosa i a la regió del Gran Est. L'any 2007 tenia 353 habitants.

## Demografia

### Població
El 2007 la població de fet de Montfaucon-d'Argonne era de 353 persones. Hi havia 134 famílies, de les quals 40 eren unipersonals (16 homes vivint sols i 24 dones vivint soles), 47 parelles sense fills, 39 parelles amb fills i 8 famílies monoparentals amb fills.
La població ha evolucionat segons el següent gràfic:
Habitants censats

### Habitatges
El 2007 hi havia 168 habitatges, 130 eren l'habitatge principal de la família, 25 eren segones residències i 13 estaven desocupats. 151 eren cases i 17 eren apartaments. Dels 130 habitatges principals, 103 estaven ocupats pels seus propietaris, 24 estaven llogats i ocupats pels llogaters i 3 estaven cedits a títol gratuït; 1 tenia una cambra, 5 en tenien dues, 14 en tenien tres, 35 en tenien quatre i 75 en tenien cinc o més. 94 habitatges disposaven pel capbaix d'una plaça de pàrquing. A 59 habitatges hi havia un automòbil i a 56 n'hi havia dos o més.

### Piràmide de població
La piràmide de població per edats i sexe el 2009 era:
| Homes | Edats   | Dones |
| ----- | ------- | ----- |
| 0     | 95 o +  | 4     |
| 8     | 90 a 94 | 4     |
| 0     | 85 a 89 | 4     |
| 4     | 80 a 84 | 4     |
| 12    | 75 a 79 | 16    |
| 20    | 70 a 74 | 12    |
| 8     | 65 a 69 | 8     |
| 4     | 60 a 64 | 0     |
| 20    | 55 a 59 | 12    |
| 4     | 50 a 54 | 8     |
| 4     | 45 a 49 | 4     |
| 4     | 40 a 44 | 8     |
| 12    | 35 a 39 | 12    |
| 8     | 30 a 34 | 0     |
| 20    | 25 a 29 | 20    |
| 4     | 20 a 24 | 12    |
| 16    | 15 a 19 | 8     |
| 4     | 10 a 14 | 8     |
| 4     | 5 a 9   | 0     |
| 8     | 0 a 4   | 4     |

## Economia
El 2007 la població en edat de treballar era de 174 persones, 123 eren actives i 51 eren inactives. De les 123 persones actives 113 estaven ocupades (65 homes i 48 dones) i 10 estaven aturades (2 homes i 8 dones). De les 51 persones inactives 23 estaven jubilades, 13 estaven estudiant i 15 estaven classificades com a «altres inactius».

### Ingressos
El 2009 a Montfaucon-d'Argonne hi havia 132 unitats fiscals que integraven 315 persones, la mediana anual d'ingressos fiscals per persona era de 14.335 €.

### Activitats econòmiques
Dels 15 establiments que hi havia el 2007, 2 eren d'empreses extractives, 1 d'una empresa alimentària, 1 d'una empresa de construcció, 1 d'una empresa de comerç i reparació d'automòbils, 1 d'una empresa de transport, 1 d'una empresa d'hostatgeria i restauració, 1 d'una empresa financera, 3 d'empreses immobiliàries, 1 d'una empresa de serveis i 3 d'entitats de l'administració pública.
Dels 4 establiments de servei als particulars que hi havia el 2009, 1 era una oficina de correu, 1 una oficina bancària, 1 guixaire pintor i 1 agència immobiliària.
L'únic establiment comercial que hi havia el 2009 era una fleca.
L'any 2000 a Montfaucon-d'Argonne hi havia 15 explotacions agrícoles que ocupaven un total de 946 hectàrees.

## Equipaments sanitaris i escolars
L'únic equipament sanitari que hi havia el 2009 era una ambulància.
El 2009 hi havia una escola elemental.

## Poblacions més properes
El següent diagrama mostra les poblacions més properes.